# 戈斯林氏黏盲鰻
戈斯林氏黏盲鰻，為盲鳗科黏盲鰻屬的其中一種，分布於東南太平洋加拉巴哥群島海域，為深海魚類，棲息深度467-478公尺，體延長呈圓柱狀，體後方側扁，眼退化為皮膚所覆蓋，無上下頜，具7對鰓孔，總黏液孔數65-72個，體長可達36公分，主要棲息在大陸坡泥底部，屬肉食性，主要以腐屍為食，沒有交配器官，性腺位於腹膜腔內，卵巢位於性腺的前部，睾丸位於性腺的後部，若性腺的顱部發育，則成為雌性；若性腺的尾部發生分化，則成為雄性，生活習性不明。